# Pacemakercel

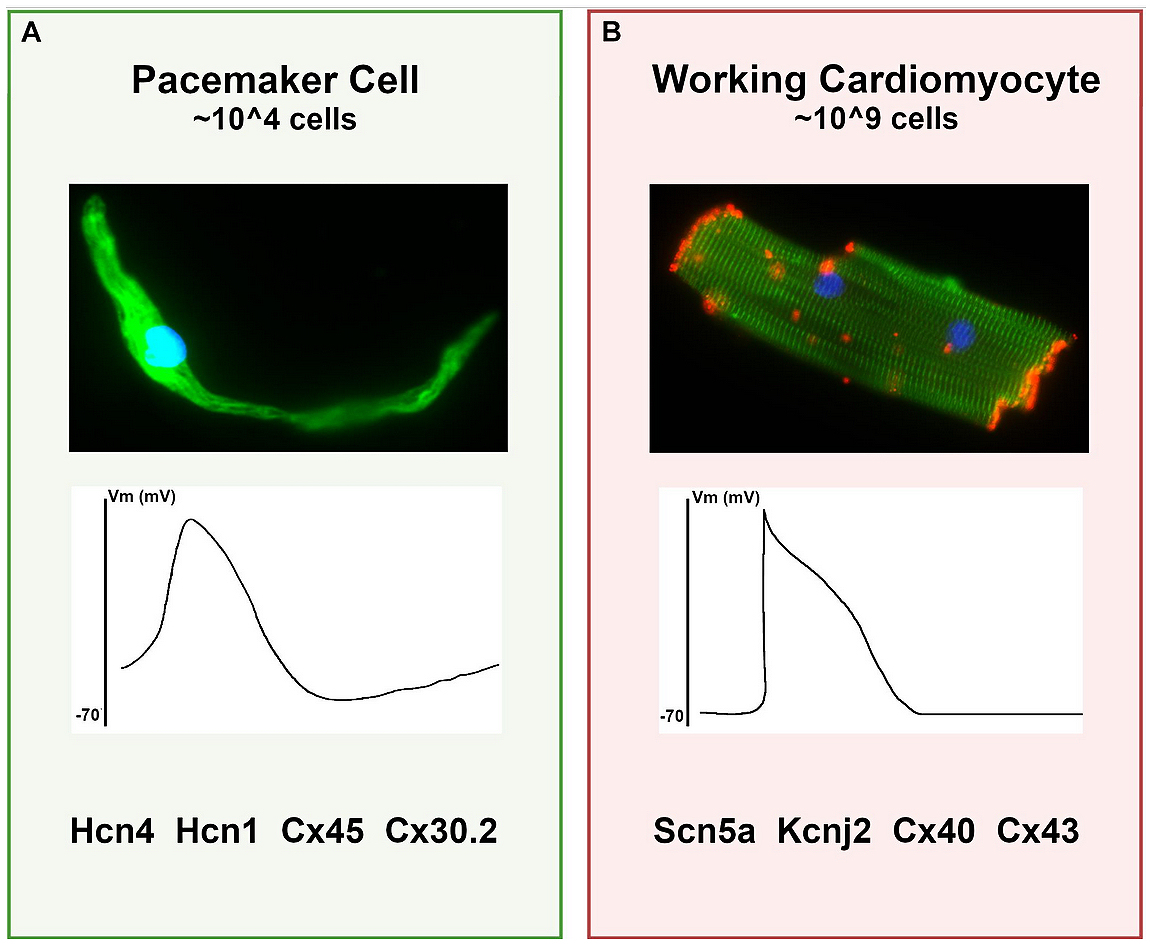

Pacemakercellen zijn een groep langwerpige cellen die de sinusknoop vormen. Het zijn gespecialiseerde hartspiercellen, die spontaan actiepotentialen van het hart genereren. Deze signalen worden doorgegeven via het elektrische geleidingssysteem van het hart. Slechts één procent van de hartspiercellen is geleidend; de rest van de hartspiercellen is contractiel.
Ze bepalen het ritme van de hartcontracties. De pacemakercellen zijn slechts zwak contractiel zonder sarcomeren en zijn via gap junctions verbonden met aangrenzende contractiele cellen. Ze bevinden zich in de sinusknoop (de primaire pacemaker) op de wand van het rechter atrium, vlakbij de ingang van de vena cava superior. Andere pacemakercellen bevinden zich in de atrioventriculaire knoop (secundaire pacemaker).
Pacemakercellen geleiden de impulsen die verantwoordelijk zijn voor het kloppen van het hart. Ze zijn verspreid over het hart en zijn verantwoordelijk voor verschillende functies. Ten eerste zijn ze verantwoordelijk voor het spontaan kunnen genereren en uitzenden van elektrische impulsen. Ze moeten ook elektrische impulsen van de hersenen kunnen ontvangen en erop kunnen reageren. Ten slotte moeten ze elektrische impulsen van cel naar cel kunnen overbrengen. Pacemakercellen in de sinusknoop en de atrioventriculaire knoop zijn kleiner dan hartspiercellen en geleiden met een relatief lage snelheid tussen de cellen. Gespecialiseerde geleidende cellen in de bundel van His en de Purkinjevezels hebben een grotere diameter en geleiden signalen met een hoge snelheid.
Pacemakercellen depolariseren spontaan, wat uiteindelijk resulteert in een contractie, ongeveer 100 keer per minuut. Deze natuurlijke frequentie wordt constant aangepast door de activiteit van orthosympathische en parasympathische zenuwvezels via het autonoom zenuwstelsel, waardoor de gemiddelde hartslag in rust bij volwassenen ongeveer 70 slagen per minuut bedraagt.
In de afgelopen decennia is er een heersend model ontstaan voor de cellulaire basis van de functie van pacemakercellen, waarbij de wederzijdse synchronisatie van een membraanklok (aangestuurd door hyperpolarisatie-geactiveerde kationstroom) en een calciumklok (aangestuurd door spontane subsarcolemmale calciumafgifte) zorgt voor een robuuste automatische activering.
|  |  |